# Époisses
Époisses é uma comuna francesa na região administrativa da Borgonha-Franco-Condado, no departamento de Côte-d'Or. Estende-se por uma área de 21,46 km². Em 2010 a comuna tinha 804 habitantes (densidade: 37,5 hab./km²).